# إيلان قرة سفلي
إيلان‌ قرة سفلي هي قرية في مقاطعة ماكو، إيران. عدد سكان هذه القرية هو 87 في سنة 2006.